# Lysmus victus
Lysmus victus är en insektsart som beskrevs av C.-k. Yang 1997. Lysmus victus ingår i släktet Lysmus och familjen vattenrovsländor. Inga underarter finns listade i Catalogue of Life.